# North Carolina Tar Heels
North Carolina Tar Heels – nazwa drużyn sportowych Uniwersytetu Karoliny Północnej w Chapel Hill, biorących udział w akademickich rozgrywkach w Atlantic Coast Conference, organizowanych przez National Collegiate Athletic Association. 

## Baseball

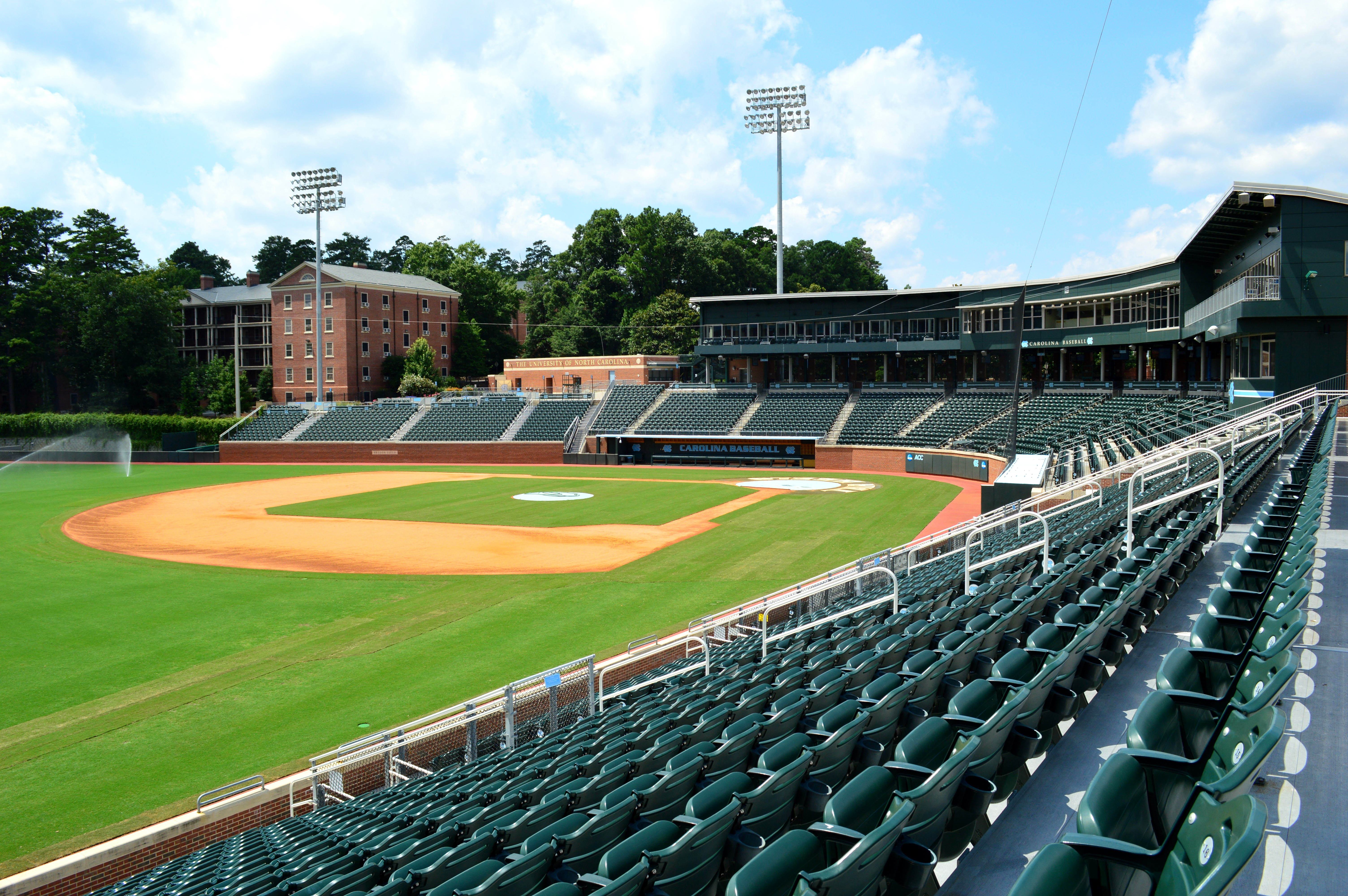
Boshamer Stadium

Drużyna baseballowa rozgrywa swoje mecze na Boshamer Stadium, mogącym pomieścić 5000 widzów. Po raz pierwszy Tar Heels w College World Series wystąpili w 1960. Dwukrotnie zespół dotarł do finału tych rozgrywek przegrywając w 2006 i 2007 z Oregon State Beavers.
- Występy w College World Series (10): 1960, 1966, 1978, 1988, 2006, 2007, 2008, 2009, 2011, 2013[4]
- Mistrzostwo Atlantic Coast Conference (6): 1982, 1983, 1984, 1990, 2007, 2013[4]

## Koszykówka
Drużyna koszykówki mężczyzn mecze w roli gospodarza rozgrywa w hali Dean Smith Center, mającą 21 750 miejsc. W 1924 Tar Heels zostali uznani mistrzami kraju po osiągnięciu bilansu 24–0. Pierwsze mistrzostwo NCAA zespół wywalczył w 1957. Drużyna Tar Heels kobiet korzysta z hali Carmichael Arena o pojemności 6822. Mistrzostwo NCAA wywalczyły w 1994 roku.
- Mistrzostwo NCAA (mężczyźni) (6): 1957, 1982, 1993, 2005, 2009, 2017
- Mistrzostwo NCAA (kobiety) (1): 1994

## Futbol amerykański

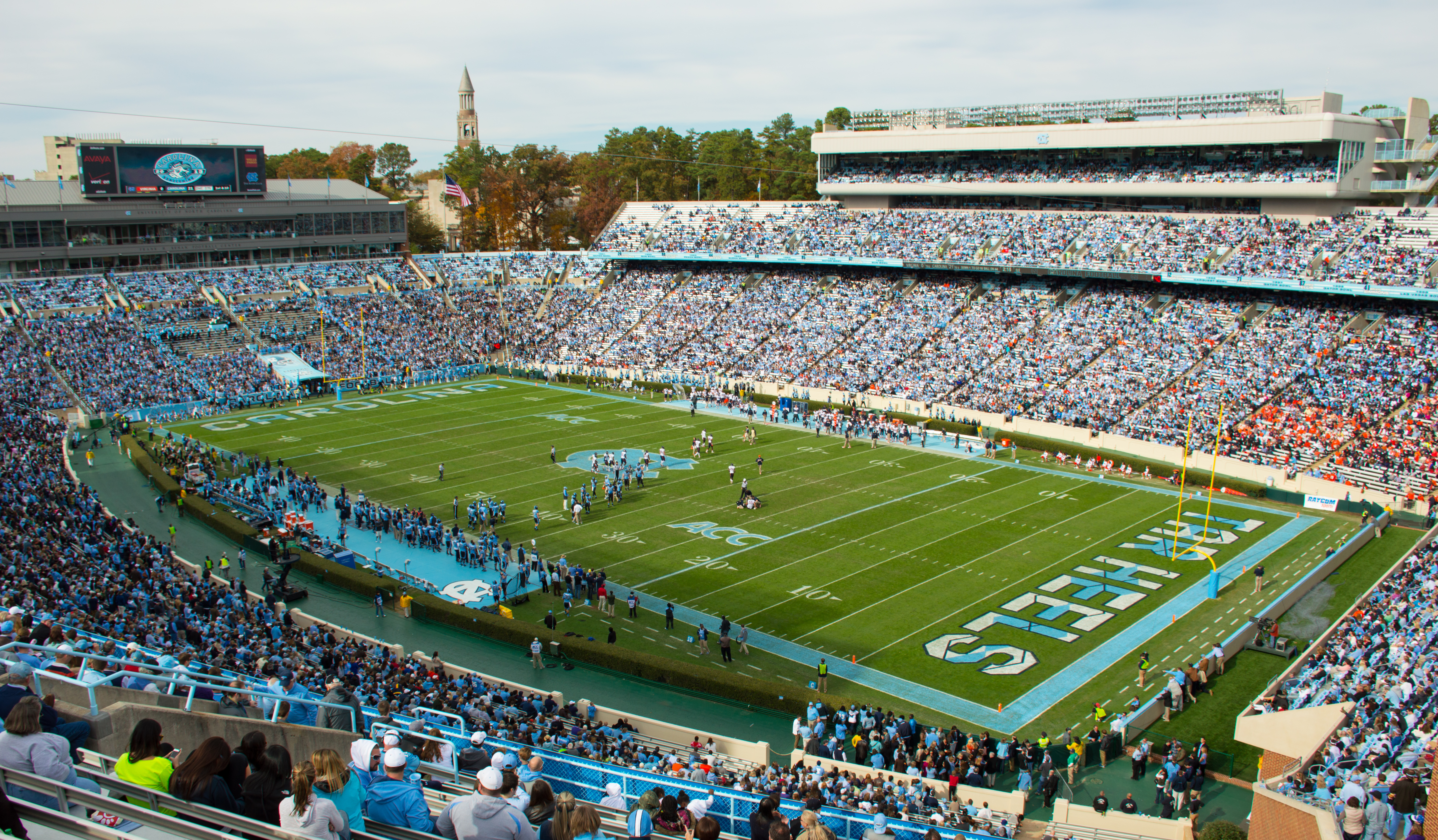
Kenan Stadium

Futbolowa drużyna Tar Heels po raz pierwszy wystartowała w 1888 roku. Swoje mecze rozgrywa na mogącym pomieścić 63 000 widzów obiekcie Kenan Stadium.

## Inne dyscypliny

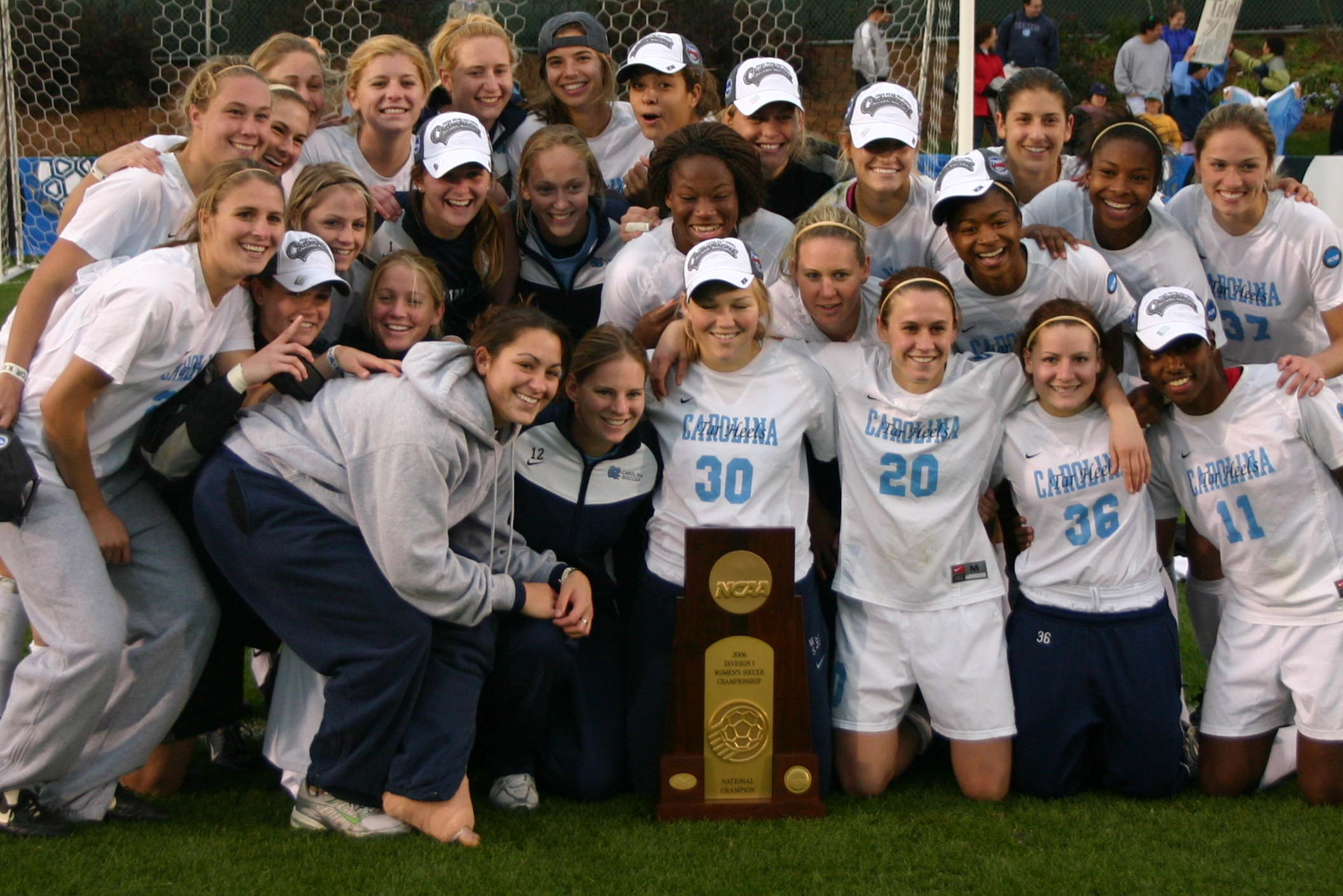
Kobieca drużyna piłki nożnej po zdobyciu mistrzostwa NCAA w 2006

- bieg przełajowy (kobiety i mężczyźni)
- golf (kobiety i mężczyźni)
- hokej na trawie (kobiety)
- lacrosse (kobiety i mężczyźni)
- lekkoatletyka (kobiety i mężczyźni)
- piłka nożna (kobiety i mężczyźni)
- pływanie (kobiety i mężczyźni)
- siatkówka (kobiety i mężczyźni)
- softball (kobiety)
- szermierka (kobiety i mężczyźni)
- tenis (kobiety i mężczyźni)
- wioślarstwo (kobiety)
- zapasy (mężczyźni)

Najbardziej utytułowaną sekcją sportową uczelni jest kobieca drużyna piłki nożnej. Do 2012 zdobyła 22 tytuły mistrzowskie.